# Pat McAfee
Patrick "Pat" McAfee (Plum, 2 de maio de 1987) é um comediante, analista esportivo, comentarista da WWE, podcaster e ex jogador de futebol americano que atuava na posição de punter pelo Indianapolis Colts na National Football League.
Além do seu trabalho como atleta, McAfee também fez trabalhos como comediante, se apresentando em vários eventos pelo estado da Indiana e pelos Estados Unidos. Além disso ele trabalha com seu pai na Pat McAfee Foundation, uma organização sem fins lucrativos que trabalha com assistência a família de veteranos de guerra americanos.

## Começo da carreira
Nascido e criado em Plum, na Pensilvânia, McAfee foi uma vez selecionado all-conference na Plum High School em seu último ano quando ele era placekicker. McAfee converteu 7-7 field goals sendo o mais longo de 48 jardas. McAfee foi ranqueado como o melho kicker da nação de acordo com o Scout.com. Ele também foi campeão do National Punt, Passe e chute. Ele também jogou futebol por três anos sendo selecionado first team all-WPIAL jogando como atacante e zagueiro.

## Faculdade
Pat McAfee atudou pela West Virginia University onde atuou tando como kicker como punter. O começo lento e difícil na carreira universitária não o atrasou e logo ele mostrou um talento acima da média com punts longos e precisos, sendo nomeado All-Big East Punter e second-team All-American.
Em 126 punts na faculdade, McAfee colocou 46 dentro da linha de 20 jardas e teve uma média de 43,7 jardas por chute. Seu punt mais longo foi de 75 jardas. Já como kicker, foi 58/79 com 52 jardas a distância de seu mais longo field goal. O jogador ainda detém o recorde de mais jogos pela West Virginia, liderando também em pontos e extra points. Também é o segundo em média de jardas por Punt e em FGs. Na divisão Big East, é o recordista em extra points, segundo em pontos e média de jardas e terceiro em field goals.

## NFL

### Indianapolis Colts

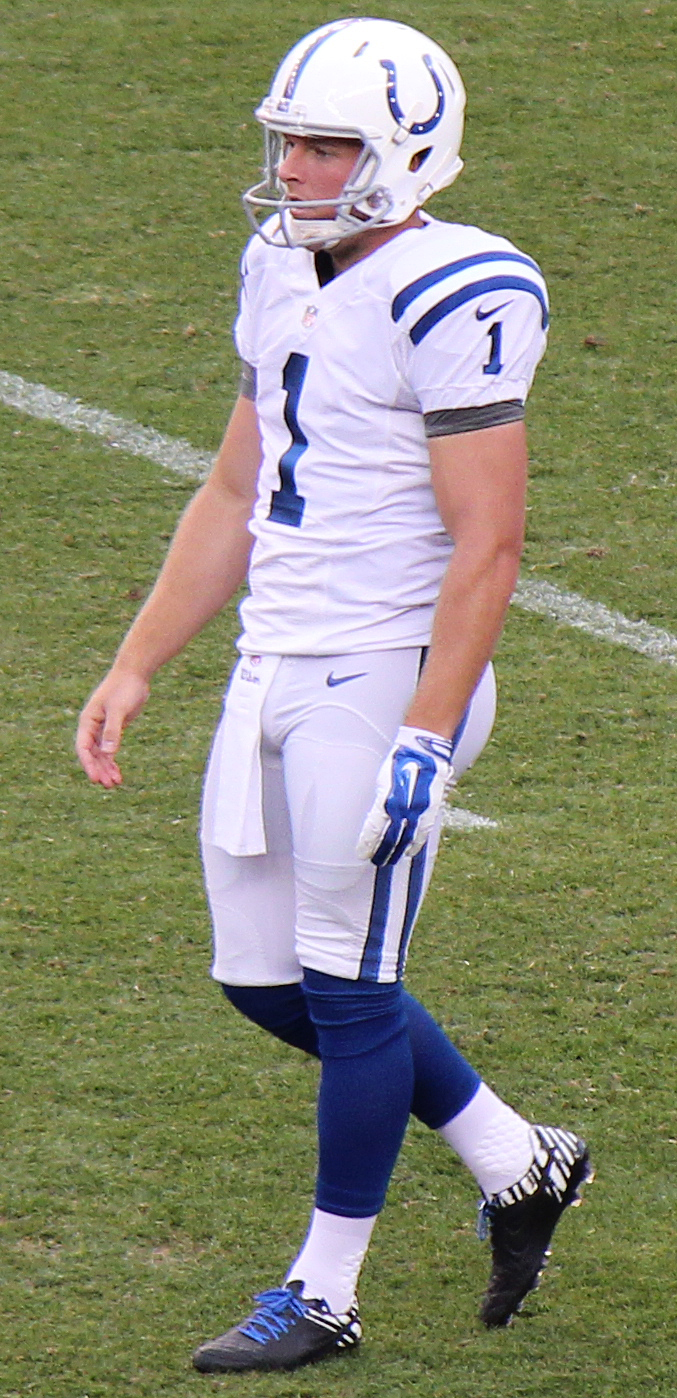
McAfee com o uniforme dos Colts.

Pat McAfee foi selecionado na sétima rodada do Draft de 2009 da NFL pelo Indianapolis Colts como a escolha n° 222 e já em sua rookie seasonassumiu a vaga de punter titular. McAfee impressiou os staff dos Colts durante training camp em seu primeiro ano e rapidamente se tornou uma peça importante no time.
Ele manteve uma média 46,6 jardas por punt na temporada de 2011.
Em 2012 ele teve uma média 47,9 jardas por punt, a melhor marca da carreira até então. Sua média no ano seguinte foi de 46 jardas por chute. Em 7 de março de 2014, McAfee renovou seu contrato com os Colts por mais 5 anos.
Em 2014 foi selecionado para seu primeiro Pro Bowl e nomeado All-Pro, após ótimas performances naquele ano. Em 2015, ele foi novamente nomeado pela Associated Press como All-Pro na posição de punter. Já em 2016, McAfee foi para o segundo Pro Bowl da carreira.
Em 2 de fevereiro de 2017, após oito temporadas, McAfee anunciou sua aposentadoria da NFL e falou que pretende se tornar um contribuidor do site de humor esportivo Barstool Sports. Em uma carta para os fãs dos Colts, ele citou a recente operação no joelho, a terceira em quatro temporadas, como um fator na sua decisão.

## Pós-aposentadoria da NFL
Após sair da NFL, McAfee foi convidado como comentarista em programas esportivos na Fox Sports e, com mais frequência, na ESPN. Na rádio, até os dias atuais, ele apresenta um programa na Sirius XM e ao vivo no youtube chamado The Pat McAfee Show. Entre 2018 e 2020 ele também trabalhou como comentarista WWE e atualmente representa a marca SmackDown.
McAfee se tornou noivo de Samantha Ludy em fevereiro de 2019. Eles se casaram em 1 de agosto de 2020, em Coxhall Gardens, Carmel, Indiana.